# Diócesis de Abaetetuba
La diócesis de Abaetetuba (en latín: Dioecesis Abaëtetuben(sis) y en portugués: Diocese de Abaetetuba) es una circunscripción eclesiástica latina de la Iglesia católica en Brasil, sufragánea de la arquidiócesis de Belém do Pará. La diócesis tiene al obispo José Maria Chaves dos Reis como su ordinario desde el 3 de julio de 2013. 

## Territorio y organización

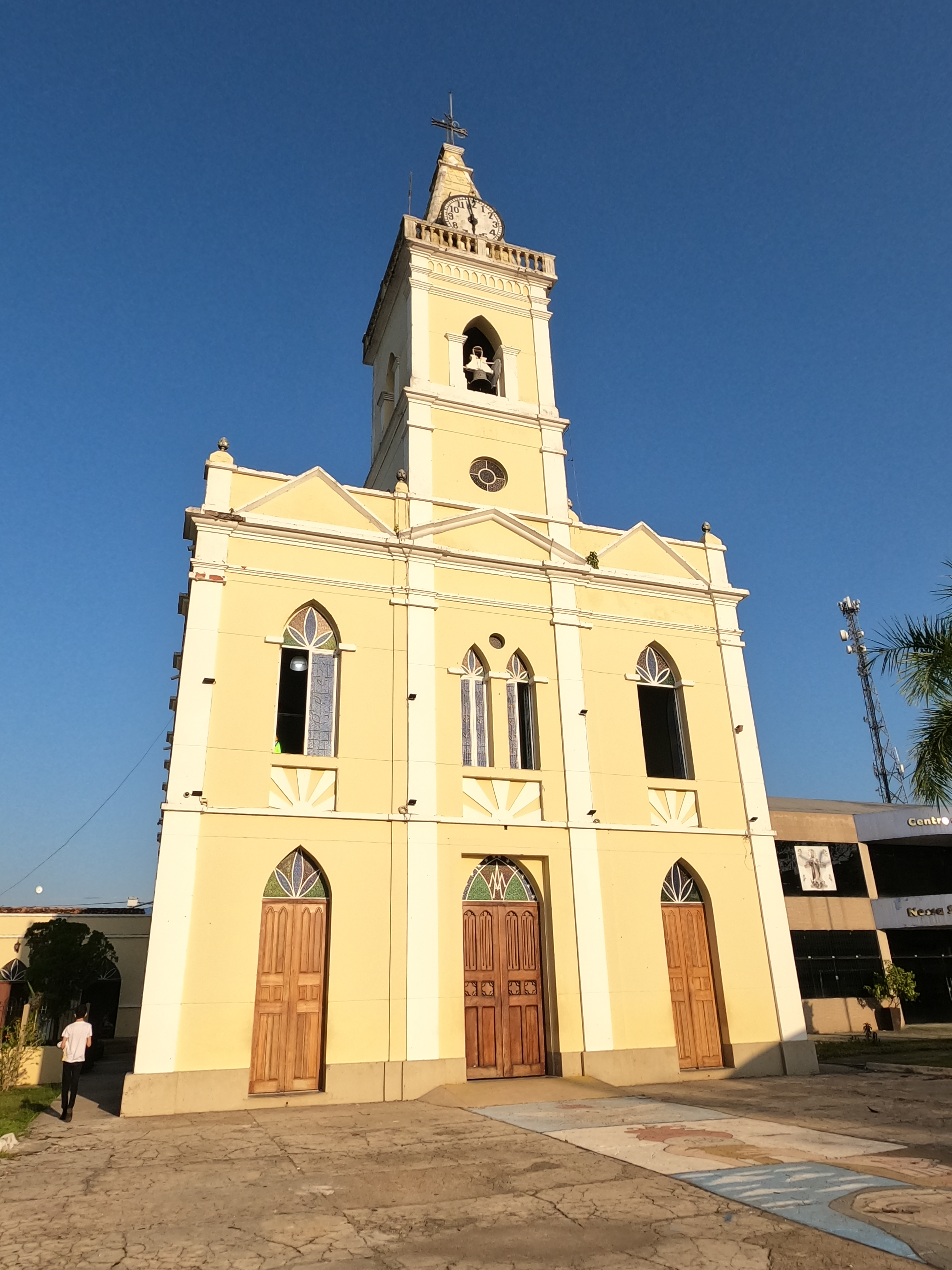
Catedral de Nuestra Señora de la Concepción - Abaetetuba - Pará.

La diócesis tiene 28 266 km² y extiende su jurisdicción sobre los fieles católicos de rito latino residentes en 8 municipios del estado del Pará: Abaetetuba, Moju, Barcarena, Tailândia, Acará, Concórdia do Pará, Tomé-Açu y Bujaru.
La sede de la diócesis se encuentra en la ciudad de Abaetetuba, en donde se halla la Catedral de Nuestra Señora de la Concepción.
En 2020 en la diócesis existían 19 parroquias.

## Historia
La prelatura territorial de Abaeté do Tocantins fue erigida el 25 de noviembre de 1961 con la bula Quandoquidem novae del papa Juan XXIII, obteniendo el territorio de la arquidiócesis de Belém do Pará.
El 4 de agosto de 1981, como resultado de la bula Qui ad Beatissimi del papa Juan Pablo II, la prelatura territorial fue elevada a diócesis y tomó su nombre actual.

## Estadísticas
De acuerdo al Anuario Pontificio 2021 la diócesis tenía a fines de 2020 un total de 335 190 fieles bautizados.
| Año                                                                             | Población            | Población | Población      | Sacerdotes | Sacerdotes    | Sacerdotes    | Bautizados por sacerdote | Diáconos permanentes | Religiosos | Religiosos | Parroquias |
| Año                                                                             | Bautizados católicos | Total     | % de católicos | Total      | Clero secular | Clero regular | Bautizados por sacerdote | Diáconos permanentes | Varones    | Mujeres    | Parroquias |
| ------------------------------------------------------------------------------- | -------------------- | --------- | -------------- | ---------- | ------------- | ------------- | ------------------------ | -------------------- | ---------- | ---------- | ---------- |
| 1966                                                                            | 155 000              | 160 000   | 96.9           | 15         |               | 15            | 10 333                   |                      | 2          | 11         | 6          |
| 1970                                                                            | 175 000              | 185 000   | 94.6           | 15         |               | 15            | 11 666                   |                      | 15         | 12         | 6          |
| 1976                                                                            | 160 000              | 170 000   | 94.1           | 25         | 1             | 24            | 6400                     |                      | 28         | 26         | 3          |
| 1980                                                                            | 185 000              | 205 000   | 90.2           | 36         |               | 36            | 5138                     |                      | 41         | 26         | 6          |
| 1990                                                                            | 211 000              | 241 000   | 87.6           | 20         | 2             | 18            | 10 550                   |                      | 20         | 25         | 9          |
| 1999                                                                            | 344 000              | 369 000   | 93.2           | 19         | 6             | 13            | 18 105                   |                      | 15         | 26         | 9          |
| 2000                                                                            | 348 000              | 373 000   | 93.3           | 20         | 7             | 13            | 17 400                   |                      | 15         | 25         | 9          |
| 2001                                                                            | 340 000              | 415 000   | 81.9           | 25         | 9             | 16            | 13 600                   |                      | 18         | 36         | 12         |
| 2002                                                                            | 344 000              | 421 000   | 81.7           | 25         | 9             | 16            | 13 760                   |                      | 18         | 37         | 12         |
| 2003                                                                            | 290 500              | 415 000   | 70.0           | 27         | 11            | 16            | 10 759                   |                      | 17         | 34         | 12         |
| 2004                                                                            | 303 729              | 427 066   | 71.1           | 27         | 11            | 16            | 11 249                   |                      | 17         | 33         | 12         |
| 2005                                                                            | 317 350              | 446 976   | 71.0           | 26         | 11            | 15            | 12 205                   |                      | 16         | 36         | 12         |
| 2006                                                                            | 321 000              | 453 000   | 70.9           | 25         | 12            | 13            | 12 840                   |                      | 14         | 34         | 12         |
| 2011                                                                            | 348 000              | 486 000   | 71.6           | 31         | 17            | 14            | 11 225                   |                      | 16         | 28         | 18         |
| 2012                                                                            | 351 000              | 490 000   | 71.6           | 32         | 18            | 14            | 10 968                   |                      | 16         | 24         | 18         |
| 2015                                                                            | 365 775              | 603 788   | 60.6           | 36         | 20            | 16            | 10 160                   |                      | 17         | 22         | 16         |
| 2018                                                                            | 332 189              | 634 247   | 52.4           | 30         | 23            | 7             | 11 072                   |                      | 8          | 22         | 19         |
| 2020                                                                            | 335 190              | 648 365   | 51.7           | 30         | 23            | 7             | 11 173                   | 21                   | 8          | 26         | 19         |
| Fuente: Catholic-Hierarchy, que a su vez toma los datos del Anuario Pontificio. |                      |           |                |            |               |               |                          |                      |            |            |            |

## Episcopologio
- Giovanni Gazza, S.X. † (12 de noviembre de 1962-19 de septiembre de 1966 nombrado superior general de los padres misioneros javerianos)
  - Sede vacante (1966-1970)
- Angelo Frosi, S.X. † (2 de febrero de 1970-28 de junio de 1995 falleció)
- Flavio Giovenale, S.D.B. (8 de octubre de 1997-19 de septiembre de 2012 nombrado obispo de Santarém)
- José Maria Chaves dos Reis, desde el 3 de julio de 2013